# Abha
Abha (em árabe: أبها) é uma cidade da Arábia Saudita, capital da região de Assir. Está a 2 400 metros de altitude e segundo censo de 2010, havia 236 157 habitantes. Seus habitantes descendem das tribos assiritas que habitam o Assir desde o século X.